# Jean-Jacques Lasserre
Jean-Jacques Lasserre (Bidache, Pirineos Atlánticos, 11 de marzo de 1944) es un político francés, exsenador de la República y actual presidente del Consejo departamental de los Pirineos Atlánticos.

## Carrera profesional
Hijo de agricultores de Bidache, Jean-Jacques Lasserre obtuvo su diploma en estudios profesionales agrícolas en 1961 en Masseube en Gers. A los 17 años comenzó a trabajar en la granja familiar (cultivo de maíz y leche) donde continuó durante tres años, estudiando, al mismo tiempo, por correspondencia en la Escuela Superior de Agricultura de Toulouse. Se casó en 1968 y es padre de dos hijos, Jean-François (n. 1974) y Florence (n. 1976), ambos elegidos por Bidache. Su hijo Jean-François se ha convertido en alcalde de Bidache en 2020.
Desde mediados de la década de 1970, Jean-Jacques Lasserre trabajó como administrador en Crédit Agricole y en la cooperativa agrícola vasca Lur Berri. Fue allí donde adquirió un «conocimiento de los mecanismos económicos», según sus palabras. Presidió Lur Berri desde 1987 a 2001. En 2007 se jubiló y pasó la gestión de la finca familiar (90 hectáreas) a su hijo.
Es el padre de la política y debutante Florence Lasserre.

## Trayectoria política
A los 20 años, Jean-Jacques Lasserre inició su carrera en la sociedad civil integrando la Juventud Agrícola Católica (que luego se convirtió en el Movimiento Rural de Juventud Cristiana en 1963). Este movimiento independiente de la política que Jean-Jacques Lasserre define como «una formidable herramienta para la emancipación de la ruralidad» le procuró un «despertar al trabajo en equipo». A los 22 años, hizo campaña como sindicalista agrícola en el Centro Departamental para Jóvenes Agricultores. Para él, fue un «medio de formación en desarrollo económico y territorial».
Jean-Jacques Lasserre se incorporó al Centro Democrático en 1975. Posteriormente fue fiel a sus convicciones centristas y cuando el Centro Democrático se transformó en Centro de Socialdemócratas, en 1976, luego en Fuerza Democrática, en 1995, Jean-Jacques Lasserre ganó sus mandatos electorales con el apoyo de estos grupos políticos.
En 1998, Fuerza Democrática, uno de los seis partidos políticos independientes que entonces formaban la Unión por la Democracia Francesa (creada en 1978), se fusionó con la UDF. Jean Jacques Lasserre se fue convirtiendo poco a poco en una de las figuras de su región. En 2007 se incorporó al Movimiento Demócrata (que sucede a la UDF) del que hoy es consejero nacional y también vicepresidente de los Pirineos Atlánticos. En 2008, creó «Forces 64», un grupo de 19 miembros electos, en su mayoría centristas, del consejo general de los Pirineos Atlánticos.
Para las elecciones autonómicas de 2010, Jean-Jacques Lasserre encabeza la lista «Forces Aquitaine» en los Pirineos Atlánticos. En Aquitania, Forces Aquitaine obtiene una puntuación de 15,65% frente al 10,4% de la primera ronda, la progresión más fuerte en comparación con el PS y la UMP. En los Pirineos Atlánticos, la lista liderada por Jean-Jacques Lasserre ocupa la tercera posición con 24,10% de votos tras alcanzar 17,61% en la primera ronda.

### Cargos políticos
Jean-Jacques Lasserre fue elegido concejal municipal en 1983 en Bidache. Fue reelegido en 1989 y luego elegido alcalde de este municipio en 1995. En 1984 creó, junto con otros, la primera comunidad de municipios del departamento de Pirineos Atlánticos, que agrupa a los siete municipios del cantón de Bidache. Es por «un proyecto de desarrollo permanente» que explica la creación de esta colectividad territorial que presidió de 1984 a 2001.
En 1982, Jean-Jacques Lasserre fue elegido consejero general del cantón de Bidache. Fue reelegido en 1988, 1994, 2001 y 2008. Fue elegido presidente del Consejo general de los Pirineos Atlánticos de 2001 a 2008. Se desempeñó como vicepresidente adjunto de esta institución local de 2008 a 2011.
Jean-Jacques Lasserre es consejero regional de la región de Aquitania. Elegido en 1986, fue reelegido en 1992, 1998, 2004 y 2010. Pertenece al grupo «Forces Aquitaine» compuesto por 10 funcionarios electos.
De 1999 a 2001, Jean-Jacques Lasserre fue presidente del Conseil des élus du Pays basque. En 2008 fue reelegido para la presidencia de esta asociación (de tipo Ley de 1901) que tiene como objetivo impulsar el proyecto territorial del País Vasco y que desarrolla sus orientaciones estratégicas (País Vasco 2010, luego País Vasco 2020).
Jean-Jacques Lasserre fue presidente de la Conferencia Euro-regional que reúne por parte francesa, el Estado francés representado por la prefectura de Pirineos Atlánticos, la región de Aquitania, el departamento de Pirineos Atlánticos, el Consejo de funcionarios electos del País Vasco y, por el lado español, el gobierno del País Vasco y la Diputación Foral de Guipúzcoa. Creada en 2006, la Conferencia eurorregional es un tipo de cooperación transfronteriza.
El 25 de septiembre de 2011 fue elegido senador de los Pirineos Atlánticos en la segunda vuelta con 47,52% de votos en las elecciones al Senado francés.
En marzo de 2015, fue elegido consejero departamental del cantón de País de Bidache, Amikuze y Ostibarre junto con Anne-Marie Bruthé. El 2 de abril siguiente, es elegido para la presidencia del departamento.
Apoya a Alain Juppé para las primarias presidenciales francesas de 2016.
El 23 de febrero de 2017, tras la estela de François Bayrou con quien es cercano, anuncia que votará por Emmanuel Macron.
Desde el 18 de octubre de 2017, es tesorero y miembro del comité ejecutivo de la Asamblea de Departamentos de Francia.
Jean-Jacques Lasserre representa a la Asamblea de Departamentos de Francia y los departamentos en el Comité de Concertation France Très Haut Débit, así como en el Comité de Concertation France-Mobile. El propósito de estos dos comités es coordinar entre el Estado, las autoridades locales y los grandes operadores privados en todas las cuestiones relacionadas con el Plan de Banda Ancha de Alta velocidad Francia y con la cobertura del territorio por telefonía móvil y acceso a Internet móvil.

### Mandatos políticos
- Consejero general del cantón de Bidache (1982-2015).
- Consejero Regional de Aquitania (1986-2011).
- Alcalde de Bidache (1995-2001).
- Senador por Pirineos Atlánticos (2011-2017).
- Consejero departamental del cantón Pays de Bidache, Amikuze y Ostibarre (desde 2015).
- Presidente del Consejo de Electos del País Vasco.
- Presidente de la Conferencia Euro-regional.
- Tesorero y miembro del comité ejecutivo de la Asamblea de Departamentos de Francia.

## Premios y reconocimientos
- Caballero de la Legión de Honor, 14 de julio de 2019.[12]